# Chambre des comptes de Paris
La Chambre des comptes de Paris, la plus ancienne des Chambres des comptes après l'Échiquier de Normandie, est l'ancêtre de l'actuelle Cour des comptes. 
Les Chambres des comptes étaient en France, sous l'Ancien Régime, des juridictions souveraines spécialisées dans les affaires de finances.

## La Chambre des comptes de Paris

### Origine de la Chambre des comptes
Pour faire contrôler les recettes et les dépenses du royaume, le roi eut d'abord recours à son Conseil, c'est-à-dire à la curia regis ou Cour du roi, le groupe des proches conseillers qui l'entourait et l'assistait dans ses diverses fonctions. Cette transformation née de la volonté de Louis IX de faire cesser le duel judiciaire conformément à une décision du quatrième concile du Latran de 1215 qui proscrit l'ordalie. Un mandement de février 1261 interdit la procédure de bataille, la preuve par duel. Les appels à la Cour du roi vont alors affluer. Les sessions judiciaires de la Cour du roi vont se transformer en parlement, le Parlement de Paris qui a son siège au palais de la Cité. Progressivement, un organe spécialisé s'en détache : la Chambre des comptes de Paris.
En 1256, une ordonnance de Louis IX prescrit aux « mayeurs et prud'hommes » de venir compter devant les gens des comptes à Paris. Cette commission du parlement de Paris siège alors au Temple où se trouve le trésor royal. Cette commission se déplace au château du Louvre en même temps que le trésor royal. 
Philippe IV le Bel prévoit un local particulier appelé camera dans les nouveaux bâtiments qu'il fait construire dans le palais de la Cité où cette commission s'installe vers 1303. En 1306 apparaît le nom de camera compotorum. La Chambre des comptes est resté au palais de la Cité jusqu'à la Révolution française.
Le principe de fonctionnement de l'hôtel du roi, c'est que le roi doit vivre du sien, c'est-à-dire des revenus du domaine royal. Les gens des comptes sont chargés en premier lieu de veiller à la bonne rentrée des recettes du domaine royal et, en second lieu, de contrôler les dépenses publiques. Cette chambre des comptes n'a dès l'origine qu'un rôle de contrôle des comptes, à la rigueur de conseil, mais non de décision sur la politique financière du royaume qui relève du Conseil du roi. Certains clercs du Conseil se spécialisent dans cette fonction. Des « maîtres lais » sont délégués aux « comptes du Roi ».

### L'ordonnance de Philippe le Bel, en 1309, et après l'ordonnance de janvier 1319
Philippe le Bel a pris une ordonnance en 1309 qui a organisé les travaux des gens des comptes. La séparation entre les gens des comptes et ceux du parlement commence à apparaître. Les gens des comptes ne forment pas encore un corps distinct mais il y a déjà une chambre particulière, la Chambre aux deniers, puis Chambre des comptes, ayant ses registres particuliers.
Dans l'ordonnance du 3 janvier 1316, Henri, seigneur de Sully, est désigné comme Souverain sur toute la Chambre, c'est-à-dire Premier président, et le doyen de Bourges et le sire de Loire Souverains sous le premier président, ayant pour effet de faire garder et de tenir les ordonnances du premier Souverain et d'y contraindre les autres.
L'accroissement du domaine royal va entraîner une augmentation de l'administration royale, nécessitant une mise en ordre qui est à l'origine de l'ordonnance du Vivier-en-Brie prise par Philippe V en janvier 1319, publiée le 17 avril 1320 par Henri de Sully, président laïque depuis 1316, pose les principes fondamentaux de l'organisation de la chambre des comptes. Cette ordonnance traduit l'influence des légistes du début du XIVe siècle qui ont fondé l'État moderne. Elle prévoit l'organisation du travail, préconise la spécialisation du personnel en faisant sortir les grands seigneurs du Conseil du roi de la Chambre des comptes (« Que, aux Comptes, les grands seigneurs s'en aillent, les comptes fait et ouïs, et laissent les maîtres avec leurs clercs amender les écrits ».)
La Chambre des comptes comprend, en plus du président laïque, le président clercdes maîtres des comptes, trois, puis quatre, maîtres-clercs, auxquels sont adjoints trois maîtres-lais familiers du roi, chargés d'« ouïr » les comptes. L'ordonnance de 1319 prévoit que « des quatre mestres, deux oyront les comptes, et deux les corrigeront ». Après les maîtres des comptes viennent les correcteurs des comptes. Le roi Jean II crée un office de correcteur en 1333 qui est donné à Messire Jean de Vert. Les 14 et 16 décembre 1346, les ordonnances prises par Philippe de Valois donne une nouvelle organisation à la chambre des comptes avec trois maîtres clercs (Domini clerici), quatre maîtres laïques (domini laici) et onze clercs (clerici inferiores) appelés auditeurs après 1436. Onze petits clercs assistent les maîtres dans leurs tâches. Les clercs auditeurs sont nommés par le roi seul, et portent le titre de clercs du roi. Charles VII a créé un deuxième office de correcteur dans l'ordonnance de 1410. Une ordonnance de Charles VII datée du 22 mars 1447 précise que les correcteurs assistent aux audiences de la grand'chambre quand ils doivent rapporter un compte. Louis XI crée un troisième office de correcteur en 1463. François Ier porte à six le nombre de correcteurs, et Charles IX à vingt-un. Le poste de président est créé par une ordonnance de 1381. À l'origine de la chambre des comptes il y avait deux greffiers et un huissier qui est alors le concierge de la Chambre. Le nombre d'huissiers a ensuite augmenté. Ils sont chargés alors de recevoir les fonds et de payer les traitements des officiers des comptes. À l'origine les arrêts de la chambre sont signifiés par les sergents du Parlement.  Des officiers subalternes sont créés sous le nom de messager pour porter les arrêts aux huissiers des provinces qui doivent les signifier. 
Dans l'ordonnance de janvier 1319 il est prévu que :
« Les baillifs, seneschaux, et tous autres receveurs du roi, doivent compter en la Chambre, à peine d'être punis par les gens de nos comptes.
La Chambre doit déposer les receveurs qui seront en reste, en mettre d'autres en leur place, et les contraindre par corps à payer ce qu'ils doivent. »
Mais dès 1309, Philippe le Bel a organisé le travail des gens du compte :
« Que toulx les comptes ordinaies, c'est à scavoir les baillifs de France et de Normandie, soient amendés par les clercs ensemble, comme si veult estre fait.
Aux comptes peut soufire quatre mestres clercs, et pour ce, quand l'en a ouvrez petit nombre d'ouvriers ne peuvent mectre l'œuvre à fin aussitost comme assez, je croye que les mestres peuvent querir un clerc ayde selon ce que les besognes requerront, qui fussent aux despens et gaiges du roy.
Et convient qur toulx les clercs qui seront aux escripts, soyent en l'obeissance des mestres, pour ouvrer à temps et amender ce qu'ils commanderont.
Et seroit bon qu'aux comptes du Temple, l'un des mestres fust toujours avec ceux qui amenderont le premier temps, et ceux qui amenderont le dernier.
Et seroit bon qu'aux comptes aussy comme il soloit eust des grands seignors qui s'en alassent d'illec au Parlement, ou aulx autres besoignes des seignors, et laissassent les mestres des comptes avec les clercs amender les escripts. »
Une autre ordonnance sans date, probablement de Philippe le Bel, rappelle :
« Que toutes les receptes particulières du domaine se feront par les receveurs et baillifs, lesquels compteront en la Chambre des comptes, si comme il soloit estre faict du temps de monsieur Saint Loys et depuis. »
Un mandement fait avant le règne de Philippe VI précise comment doivent être tenus les comptes :
« Toutes matières de deptes mectrez en un chapitre et y ajouterez : prou compti ou trop rendu, et y direz pourquoi.

Recepte :
Domaines fieffés.
Domaines non fieffés.
Forfaictures, amendes, exploits par les baillifs ou les vicomtes.
Amendes d'échiquier.
Amendes du Parlement.
Ventes de bois.
Exploiz d'iceux bois.

Depense :
Fiefs, aumosnes, rentes données en heritaige.
Rentes données à vie.
Gaiges des baillifs, vicomtes et autres officiers.
Dismes déiées pour prevosties.
Dons, quittances et remissions.
Deniers baillées a commissaires et autres personnes.

Despens communs :
Plaist d'églises, messages envoyés, justices faictes, malfaicteurs, guerre et poudre, et autres menus despens tous ensembles. »
Entre 1328 et 1345, la Chambre des comptes contrôle toutes les finances du roi, ordinaires et extraordinaires. Elle examine les comptes des baillis et des sénéchaux ainsi que ceux de l'Hôtel du roi, ceux des Monnaies et des Eaux et Forêts. Le travail de contrôle est réparti par les souverains et vérifié le samedi par la Chambre siégeant en corps. Le jeudi la Chambre examine les contentieux. Les comptes sont rédigés par le procureur appartenant à la Chambre suivant une forme identique et sont accompagnés des pièces justificatives et sont déposés sur une table recouverte d'un tapis de bure qui a pris le nom de « bureau ». Le compte est examiné par un clerc-auditeur. La Chambre est réunie en corps le jour de l'examen du compte présenté le clerc-auditeur qui est le rapporteur. Le comptable est alors dans la position d'accusé. Après vérification des pièces du compte dans le respect des règles de compatibilité, la Chambre déclare que le comptable est quitte et lui donne décharge. Les documents sont alors transmis aux clrecs d'en-bas, les correcteurs qui vérifient le détail des pièces. Ces opérations permettent à la Chambre de surveiller toute l'administration du Domaine royal. Elle veille à la conservation du Domaine en vérifiant les dons et les aliénations. Elle reçoit aussi les aveux et dénombrement des fiefs et en conserve la liste dans ses registres. Elle contrôle et enregistre les affranchissements, légitimations, anoblissements et naturalités. Les archives de la Chambre des comptes sont des preuves des droits de la Couronne.
Après 1346, l'augmentation du rôle du Parlement de Paris va réduire son rôle au contrôle comptable et du domaine royal. D'autres cours souveraines dans le domaine financier vont réduire son rôle : la Cour des monnaies est créée en 1348, et la Cour des aides en 1389. Le ressort de la chambre des comptes de Paris s'est agrandi au fur et à mesure de l'intégration dans le Domaine royal des grands fiefs mais dans le cas des grands fiefs limitrophes, ils ont souvent conservés les chambres des comptes instituées par leurs seigneurs, à Dijon pour la Bourgogne, Nantes pour la Bretagne, Aix pour la Provence, Pau pour la Navarre d'Henri IV. Mais par ailleurs d'autres chambres des comptes vont être instituées réduisant le ressort de celle de Paris : la Chambre des comptes de Montpellier en 1523 qui est devenue indépendant de celle de Paris sous Henri IV, la Chambre des comptes de Normandie, à Rouen, en 1580, qui a remplacé l'Échiquier qui avait été supprimé en 1451. Mais des enclaves à l'intérieur du domaine de la Couronne subsistaient et limitaient le ressort de la Chambre, les apanages des princes de la Maison royale avec l'Artois, les comtés d'Alençon, d'Évreux, de Blois, de la Marche, du Bourbonnais, d'Angoulême et de Mortain. Toutes ces chambres des comptes instituées par des princes de la Maison royale ont été supprimées au fur et à mesure de leur réintégration dans le Domaine de la Couronne, leurs documents repris par la Chambre des comptes de Paris. La dernière supprimée est la Chambre des comptes de Blois, en 1775.
Philippe VI étant occupé par les faits de guerre donne à la chambre des comptes une délégation temporaire pour agir à sa place. En définitive, l'ordonnance du 26 février 1464 qualifie la chambre des comptes de « Cour souveraine, principale, première et singulière du dernier ressort en tout le fait du compte des finances ».
L'édit du 14 juillet 1410 de Charles VI rappelle que la Chambre a deux présidents dont un est le grand bouteiller de France.
Dans la nuit du 28 au 29 mai 1418 les troupes du duc de Bourgogne pénètrent dans Paris. Des premiers présidents de la Chambre des comptes sont nommés par la faction de Bourgogne. La victoire d'Henri V à la bataille d'Azincourt et la guerre civile entre Armagnacs et Bourguignons depuis l'assassinat de Louis d'Orléans va entraîner l'alliance entre le duc de Bourgogne et la roi d'Angleterre après l'assassinat du duc de Bourgogne et au traité de Troyes qui marque la suprématie du roi d'Angleterre en France. Il fait d'Henri VI le seul héritier légitime du royaume de France. Le dauphin, Charles VII sacré roi de France en 1422, a créé une Chambre des comptes à Bourges par un édit du 6 mars 1421 dénommé « Chambre des comptes de Paris séante à Bourges ». Le duc de Bedford est régent du royaume de France et capitaine de Paris en 1423 au nom d'Henri VI qui est couronné roi de France en 1431. Mais le duc de Bedford n'a pas pu empêcher l'alliance en le duc de Bourgogne et le roi de France Charles VII par le traité d'Arras en 1435 au moment de sa mort. Après la reprise de Paris, le 13 avril 1436, par les troupes françaises commandées par le comte de Richemont, Charles VII a ordonné la clôture de la Chambre des comptes de Paris le 15 mai. Elle est rouverte le 29 novembre suivant avec un personnel composé pour l'essentiel des clercs venant de Bourges.
L'ordonnance de Charles VII du 23 décembre 1454 réorganise le travail de la Chambre des comptes.
Pendant les guerres de religion, le roi Henri III décide par lettres patentes du 27 février 1589 le transfert à Tours de la Chambre des comptes. Le roi Henri IV, par lettres patentes du 27 mars 1594, ordonne son retour à Paris
En 1566, sous Charles IX il est décidé que la Chambre des comptes peut juger dans les causes criminelles et procéder contre un accusé jusqu'à la torture exclusivement. Dans les cas où il faut aller jusqu'à la torture, la Chambre des comptes et le Parlement doivent se réunir pour poser des conclusions.
L'antagonisme entre la Chambre des comptes de Paris et le Parlement de Paris a duré jusqu'à une décision de François Ier à la suite d'un appel des habitants de La Rochelle contre une décision de la Chambre des comptes :
« Après avoir ouïe les raisons qui étoient alleguées par nostre Cour de Parlement, a été présentée une ordonnance, qu'elle pretendoit avoir esté donnée parties ouïes, au lieu de St.-Jean d'Angely, par feu de bonne memoire le roy Loys XI, et plusieurs arrests sur ce donnés, tendans et concluans par les raisons que dessus et plusieurs autres alleguées, a ce que des apoinctemens et arrests des dicz genz des comptes l'on pouvoit appeler, et que ces appellations, les unes pouvoient se vuider en la Chambre du Conseil ; c'est à sçavoir quand procedoit en ligne de compte ou closture d'ycelui, et les autres en ladite Cour de parlement. Et que de la part desdicts gens de nos comptes estoient alleguées au contraire plusieurs ordonnances de nos predecesseurs roys de France, et mesmement, l'ordonnance de feu et bonne memoire  le roy Philippe V donnée au Vivier en Brie, en 1319 ; de Charles VI, au mois de mars 1408 ; de Charles VII, au mois de décembre 1460 ; de Loys XI, au mois de février 1464, qu'ils pretendoient aussy avoir été données parties ouïes confirmation des dictes precedentes, et revocation de l'ordonnance de Loys XI...
Nostre dicte Chambre est érigée en dernier ressort. »
Les relations entre la Chambre des comptes et le roi ont été moins tendues qu'avec le Parlement de Paris. La dernière visite d'un roi de France à la Chambre des comptes date de 1498. Cependant les relations ont été tendues avec Henri IV qui se défiait des cours souveraines et a créé des cours de justices pour lutter contre les abus de l'administration des finances. La Chambre des comptes doit partager avec Sully, surintendant des finances, le contrôle de le comptabilité publique. La Chambre des comptes a alors usé de son droit de remontrance. Un nouveau règlement de la Chambre des comptes est donné par Henri IV par l'édit d'août 1598 qui a entraîné des protestations de la Chambre. Le 14 janvier 1599, le roi a envoyé le sieur d'Incarville, contrôleur général des finances, avec une lettre de cachet pour le faire enregistrer. Après des discussions avec le roi, il a été finalement enregistré par la Chambre le 3 avril 1599.

### La Chambre des comptes et la Monarchie absolue
La mort de Richelieu et de Louis XIII va entraîner une période de trouble pendant la régence d'Anne d'Autriche aidée par Mazarin. Les Cours souveraines s'opposent à l'enregistrement d'édits. Au cours de la Fronde parlementaire (1648-1649), les Cours souveraines se sont opposées au pouvoir de la Régente et du roi. La lutte s'est terminée à l'avantage de la royauté. Les cours ont dû accepter d'enregistrer des édits imposées par l'autorité de la présence du roi. La monarchie devient absolue ne supportant plus l'opposition de la noblesse et des Cours souveraines.
Quand Gaston d'Orléans vient devant la Chambre des comptes pour faire enregistrer des édits, le premier président Antoine II de Nicolaï lui fait une adresse :

« Monsieur, la joie que cette compagnie reçoit de votre présence est bien diminuée, lorqu'elle jette les yeux sur les motifs qui vous amènent, et qu'elle considère que l'on se sert d'une voie si ordinaire et si fréquente, afin de lui ôter toutes les marques d'autorité et d'honneur qui lui ont été données par nos rois. On nous ferme la bouche, on nous ôte la parole, on nous traite de même que si nous n'avions pas assez de suffisance pour connoitre ce qui est le bien de l'État, et que nous manquions de fidélité et d'affection, pour contribuer à la gloire du prince, et au bien de ses affaires. Cette autorité absolue, avec laquelle on nous veut ôter la liberté de nos sentiments, a toujours été repoussée par la plus juste et la plus saine politique, et de fait c'est renverser la force de cet État, c'est rompre le lien qui unit la souveraine puissance avec les sujets, c'est détruire le canal qui sert à faire passer la volonté du roi pour la faire entendre à son peuple. Plus l'autorité est souveraine et absolue, plus elle a intérêt à conserver la dignité des Cours souveraines, car les volontés du roi sont jamais mieux reçues que lorsqu'elles passent par les suffrages de ces augustes compagnies. Ainsi, monsieur, il ne sera pas dit qu'en présence d'une si illustre et honorable Assemblée, d'un si glorieux prince, j'ai déguisé la vérité. Trouvez bon, monsieur, que je vous dise un mot de la cause de nos maux et de nos désordres. Il y a un homme dans l'État, qui abuse de la puissance souveraine, et règne en la place du roi ; qui croit pouvoir s'enrichir de la fortune des particuliers, et qui, après avoir consommé les biens du royaume, et tourné tout à son utilité personnelle, et de ses infâmes partisans, travaille tant qu'il peut pour entrer dans les premières dignités, s'imaginant y trouver un asile et l'impunité de tous ses crimes et brigandages. Les désordres sont si grands, que l'on peut dire que les choses ne pourraient être rétablies que par une forme de miracle ; ce ne peut être l'ouvrage de la terre, mais seulement du Ciel. Qu'il nous soit donc permis, monsieur, de jeter les yeux de ce côté-là, et d'implorer son assistance, vous priant toutefois de vous souvenir que notre silence n'était pas un aveu, ni un consentement aux édits que l'on vous fait apporter aujourd'hui, afin que tout le monde sache que nous n'avons jamais autorisé les voleries et les dérèglements de l'État. »

Les relations ne se sont pas améliorées avec Colbert, contrôleur général des finances, dont les fonctions empiètent notablement sur celles de la Chambre des comptes. Il fait en sorte que les eaux et forêts ne soient pas soumise au contrôle direct des cours des comptes ;

« Il est expressément défendu aux officiers des chambres des comptes de vérifier aucunes Lettres-Patentes sur le fait des Eaux & Forêts du Roi & autres, dans lesquels sa majesté a intérêt, ou ceux des ecclésiastiques & communautés, qu'ils n'en aient avant ordonné la communication au grand maître du Département, & vu les avis, si ce n'est que lesdites lettres eussent été expédiées sur ses procès verbaux et avis attachés sous le contre-scel. (Art. 15 du tit. premier). Il leur est également défendu de recevoir, vérifier, enregistrer & ensaisiner aucuns aveux, dénombremens, contrats d'acquisitions & déclarations d'héritages tenus en centsive dans l'enclos, & à cent perches des Forêts du Roi, qu'ils n'aient été communiqués aux procureurs du Roi des Maîtrises, &c. ils ne peuvent alinérer ou inféoder aucun bois appartenant au Roi sous quelque prétexte que ce soit, si ce n'est en vertu d'Arrêts du Conseil, &c.[…] »

. En 1704 sont créés par édit de février 1704 des « chambres souveraines des Eaux et Forest »"

## Division en chambres particulières pour l'étude des comptes par les auditeurs
Six divisions ont été créées pour la répartition entre les auditeurs des comptes qu'ils doivent rapporter. Ces divisions ont été appelées chambres parce qu'avant l'incendie du 28 octobre 1737, on avait assigné aux auditeurs sept chambres ou bureaux différents qui étaient appelées chambre du thrésor de France, chambre de Languedoc, chambre de Champagne, chambre d'Anjou, chambre des Monnoies, et chambre de Normandie. Les comptes des généralités ont été distribués entre ces chambres. Dans les nouveaux bâtiments de la Chambre des comptes reconstruit après l'incendie de 1737, les auditeurs n'ont plus eu que trois chambres, la chambre des auditeurs, la chambre des fiefs, et la chambre des terriers, mais on a conservé la division des auditeurs en six chambres pour la répartition de l'étude des comptes.
- Chambre d'Anjou : comptes de la généralité de Tours[15].
- Chambre de Champagne : elle étudie les comptes de la généralité de Châlons[16]
- Chambre de France : elle étudie les comptes des généralités de Paris, Soissons, Orléans, Moulins et Bourges[17].
- Chambre de Languedoc : pour les comptes des généralités de Poitiers, Riom, Lyon, Limoges, Bordeaux, Montauban, La Rochelle et Auch[18].
- Chambre de Normandie : elle a été supprimée en 1580, après la recréation de la Chambre des comptes de Normandie[19].
- Chambre des Monnoies : son nom vient de ce que les généraux des monnaies s'y réunissaient. Elle a conservé ce nom mais on y étudie les comptes des généralités d'Amiens, de Flandre, Hainaut et Artois[20].
- Chambre du Thrésor : cette chambre étudie les comptes de ceux qui prennent leurs fonds au Trésor ou aux fermes générales[21].

## Archives de la Chambre des comptes de Paris

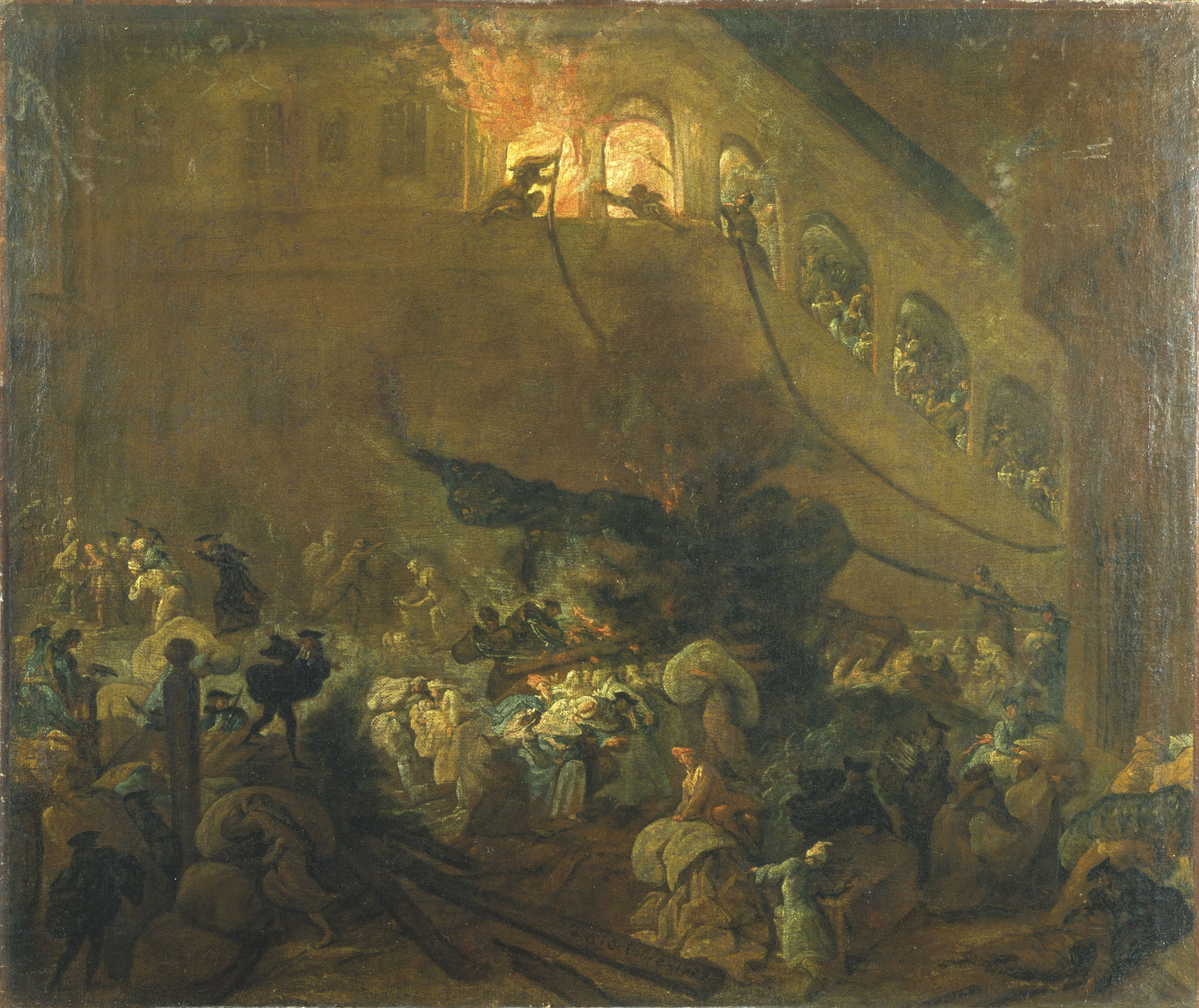
Incendie de la Chambre des comptes, le 27 octobre 1737

Au début du XVIIe siècle, les archives de la Chambre des comptes se trouvaient dans quatre dépôts distincts : « Le premier, celui du Greffe, était réservé aux registres et documents personnels de la Compagnie, les trois autres, ceux des Fiefs, des Terriers et du Garde des livres, renfermaient les pièces domaniales ou financières reçues par les gens du Compte ». Le plus considérable était le dépôt du Garde des livres où s'étaient accumulés depuis le XIIIe siècle par millions tous les comptes en cahiers et rouleaux. Dans la nuit du 26 au 27 octobre 1737 un incendie a détruit entièrement le dépôt du Greffe, celui des Terriers et plusieurs des locaux du Garde des livres. Un nombre considérable de documents a disparu.
Bien que les règlements de la Chambre des comptes défendaient l'accès aux documents de la Chambre des comptes, il y avait déjà eu la disparition d'un nombre important de documents. En théorie « aucun officier de la Compagnie, pas même le Procureur général ou le Premier président, ne pouvait prendre un volume, une pièce, sans l'assentiment du bureau et la constatation du garde ». Mais dès 1599, la Chambre a appris que des voleurs avaient tiré furtivement quantité de parchemins des comptes du roi et se proposaient de les vendre à la foire Saint-Laurent. Un grand nombre de parchemins sont passés, aux XVIe, XVIIe et XVIIIe siècles, dans les ateliers des relieurs et dans les collections des érudits.

## Liste des présidents
L'ordonnance de Vivier prévoit que la chambre des comptes doit avoir deux présidents, un clerc qui devait être archevêque ou évêque, et un laïque qui était chevalier ou baron.

### Présidents clercs
- Fouques, évêque de Noyon en 1317, président clerc en 1319, archevêque de Bourges en 1331, mort en 1343.
- Hugues de Pomard, évêque de Langres, mort en 1345, président clerc en 1334.
- Jean de Marigny, évêque de Beauvais en 1313, président clerc en 1343, archevêque de Rouen en 1347, mort en 1347.
- Hugues d'Arcy, évêque de Laon en 1336, président clerc en 1346, mort en 1352.
- Jean d'Anguerant, président clerc en 1360 et évêque de Chartres, puis de Beauvais, mort en 1375.
- Nicolas d'Arcies, évêque d'Auxerre, président clerc en 1375,
- Miles de Dormans, évêque de Beauvais en 1375, président clerc en 1376, chancelier de France en 1380, mort en 1387.
- Pierre d'Orgemont, évêque de Thérouanne en 1376 puis de Paris, président clerc en 1380, mort en 1409.
- Jean Patourel, en 1388,
- Oudart Bertin, dit Oudart de Moulins, avocat du roi en 1386, avocat au parlement de Paris en 1393, prévôt de Chartres, président clerc en 1392,
- Nicolas du Boscq, évêque de Bayeux, président clerc en 1397, mort en 1408.
- Jean de Montagu, archevêque de Sens en 1406, président clerc en 1408, mort en 1415.
- Eustache de Laistre, président clerc en 1409, chancelier de France en 1413.
- Gérard de Montaigu, évêque de Paris, président clerc en 1413,
- Louis de Luxembourg, évêque de Thérouanne entre 1417 et 1437, président clerc en 1418[23], puis évêque d'Ely et archevêque de Rouen, mort en 1443.
- Jean de Mailly, évêque de Noyon, président clerc en 1424[23], mort en 1472.
- Martin Gouge de Charpaignes, évêque de Clermont, président clerc à Bourges en 1421,
- Guillaume de Champeaux, évêque de Laon en 1419, président clerc en 1422, mort en 1444.
- Alain de Coëtivy, évêque d'Avignon, président clerc en 1422,
- Jacques Jouvenel des Ursins, archevêque de Reims entre 1445 et 1449, puis évêque de Poitiers, président clerc en 1443,
- Richard Olivier de Longueil, évêque de Coutances en 1453, cardinal en 1456, président clerc en 1451,
- Bertrand de Beauvau, seigneur de Pressigny, en 1466, il cumule les deux postes de premier président.
- Jean de Popincourt, président clerc en 1466, mort en 1480.
- Jean d'Isque (de la Driesque / de la Disque), président clerc en 1467, jusqu'en 1482.
- Jacques Coitier, médecin du roi Louis XI, président clerc en 1482, jusqu'à la mort du roi, vice président jusqu'à sa mort, en 1506.
- Pierre d'Oriolle, seigneur de Loire, président clerc en 1483, jusqu'en 1485.
- Geoffroi de Pompadour, évêque de Périgueux, président clerc en 1485, mort en 1514, dernier président clerc.

### Présidents laïques
- 1316-1322 : Henri IV de Sully, grand bouteiller de France,
- 1326-1331: Miles de Noyers et Gaucher de Châtillon, connétable de France,
- 1331-1335: suppression de la présidence[24],
- 1335-1344: Miles de Noyers, grand bouteiller de France,
- 1344-1345 : Pierre de Cuignières,
- 1350-1361 : Jean de Châlon, comte d'Auxerre,
- 1365-1384 : Jean de Sarrebruche, grand bouteiller de France,
- 1384-1396 : Enguerrand de Coucy, grand bouteiller de France,
- 1397-1402 : Jacques de Bourbon, grand bouteiller de France,
- 1402-1410 : Guillaume de Melun, grand bouteiller de France,
- 1410-1410 : Pierre des Essarts, grand bouteiller de France,
- 1410-1411 : Waléran III de Luxembourg-Ligny, grand bouteiller de France,
- 1411-1413 : Jean de Croÿ, grand bouteiller de France,
- 1413-1415 : Robert de Bar, grand bouteiller de France,
- 1414-1418 : Jean d'Estouteville, grand bouteiller de France,
- 1418 : Jean Ier de Neuchâtel-Montaigu, grand bouteiller de France,
- 1437-1470 : Simon Charles, seigneur du Plessis-Piquet[25]
- 1470-1474 : Bertrand de Beauvau, seigneur de Pressigny, il cumule les deux places de président clerc et de président laïc jusqu'en 1466.,
- 1474-1489 : Antoine de Beauvau, reçu en survivance de son père en 1472.
- 1489-1494 : Étienne de Vesc, seigneur de Caromb, baron de Grimaud.
- 1494-1495 : Robert Briçonnet, archevêque de Reims, puis chancelier de France
  - 1495 : Jean Bourré dans une lettre de Charles VIII datée du 8 février 1495[26].
- 1495-1506 : Denis Bidault[27].

### Premiers présidents
Un seul premier président à partir de 1506 :
- 1506-1518 : Jean II de Nicolaï,
- 1518-1553 : Aymard Nicolaÿ,
- 1537-1550 : Dreux Hennequin, reçu en survivance de son beau-père Aymar de Nicolaï
- 1553-1587 : Antoine Ier de Nicolaï, il est mort le 5 mai 1587.
  - 1554-1560 : Michel de L'Hospital, surnuméraire, puis chancelier de France,
  - dès 1577 : Olivier Ier Le Fèvre d'Ormesson d'Eaubonne, président
- 1587-1623 : Jean III de Nicolaï, pourvu en 1579, reçu en 1580
- 1623-1656 : Antoine II de Nicolaï,
- 1656-1686 : Nicolas de Nicolaï,
- 1686-1734 : Jean-Aymar de Nicolaï, démissionne en 1734 au profit de son fils, mort en 1737. Il a été chargé par Nicolas Arouet, greffier à la Chambre des comptes, de la tutelle de ses fils, Voltaire et de son frère aîné.
  - 1717-1731 : Jean-Baptiste-Antoine-Nicolas de Nicolaï, reçu en survivance,
- 1734-1768 : Aymar Jean de Nicolaï (1709-1785), marquis de Goussainville, premier président,
- 1768-1789 : Aimar-Charles-Marie de Nicolaï (1747-1794), époux de Philippa Léontine Potier de Novion, membre de l'Académie française en 1788, mort sur l'échafaud en 1794.

## Les chambres des comptes de province
La plus ancienne des chambres des comptes de province est celle de Dauphiné, créée en 1368.  En 1385, Philippe le Hardi, duc de Bourgogne et comte de Flandre installe pour la partie flamande de ses états sa chambre des comptes à Lille. D'autres chambres des comptes apparaissent en Normandie (1465), en Provence, en Bourgogne, à Nantes pour la Bretagne, en Navarre (1527), en Languedoc et Roussillon, à Nancy, Metz et Bar-le-Duc.

## Déclin et suppression auXVIIIesiècle
Au XVIIIe siècle, la Chambre des comptes de Paris était toujours chargée de la conservation du domaine royal, de la bonne manutention des finances, de la vérification des comptes de tous les agents du roi et de l’enregistrement des privilèges. Elle étendait sa juridiction sur tout le royaume, mais devait tenir compte d'une douzaine de chambres provinciales, dont certaines, unies aux Cours des aides, exerçaient dans leur province l'ensemble de la juridiction financière, y compris le contentieux fiscal et domanial. Elles ne constituaient en rien un ensemble homogène.
La Chambre des comptes de Paris avait à sa tête un premier président (office considérable dévolu durant plusieurs générations à la famille de Nicolaÿ) et douze présidents, servant par semestre, puis soixante-huit conseillers maîtres, etc., totalisant 289 officiers en 1789.
En fait, la chambre des comptes passait à cette époque pour une institution archaïque sans pouvoir ni utilité réels pour le bon ordre des finances. Son fonctionnement était lent, avec une moyenne de dix ans de retard pour vérifier les comptes. Ses arrêts étaient rarement exécutés, considérés comme formels, soumis à une vague vérification du Conseil du roi et renvoyés à la chambre pour en prononcer l’apurement sans autre examen. En fait, son principal pouvoir de nuisance se situait dans sa capacité à ne pas enregistrer les arrêts du parlement en matière de finance, ce qui arriva en quelques circonstances. La chambre fut supprimée le 17 septembre 1791 et remplacée par une commission de comptabilité, et les chambres provinciales le 29 septembre suivant.

## L'hôtel de la Chambre des comptes dans le palais de la Cité

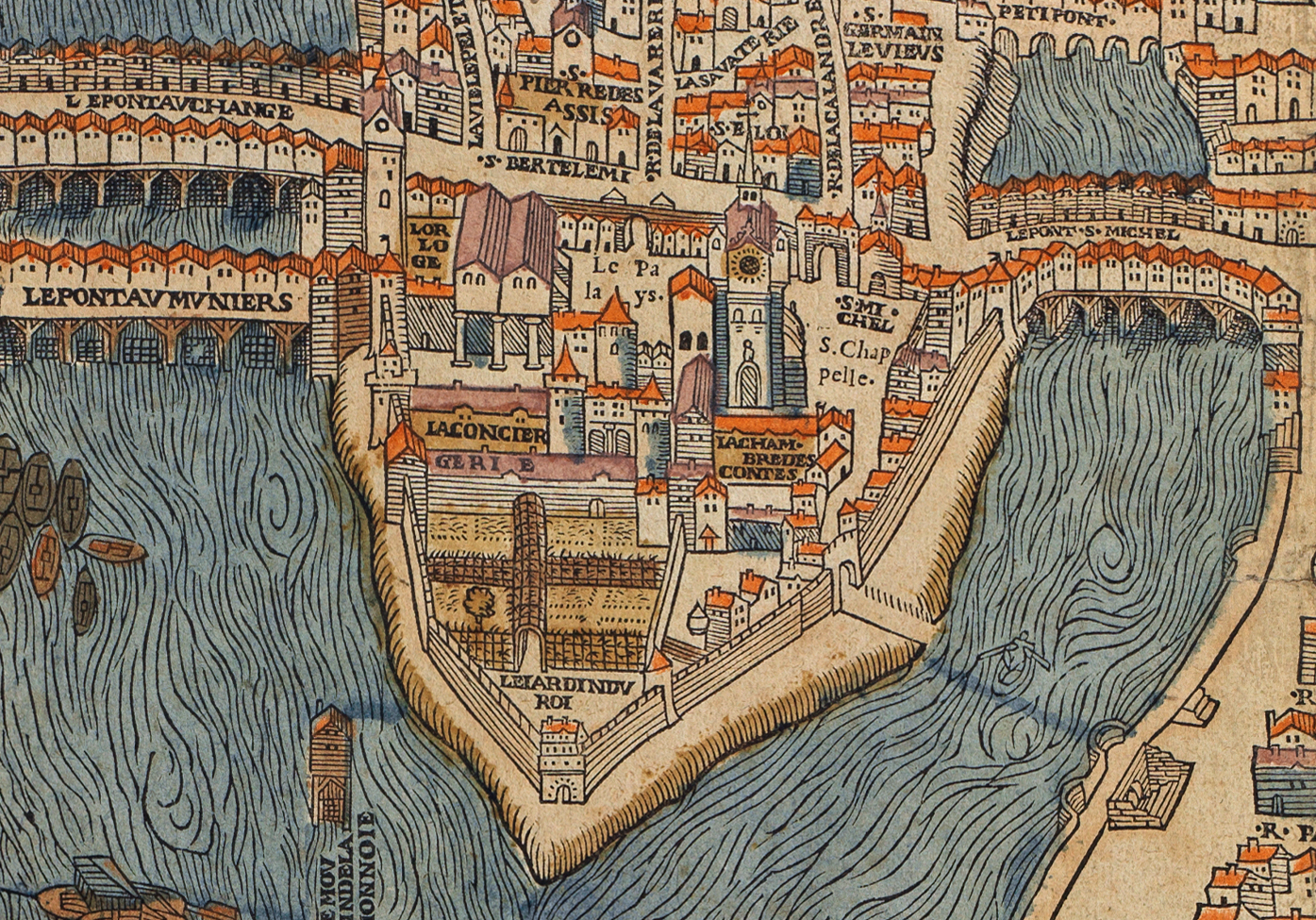
Le palais de la Cité avec la "Chambre des contes" à côté de la Conciergerie et la Sainte-Chapelle d'après le plan de Truschet et Hoyau de 1553

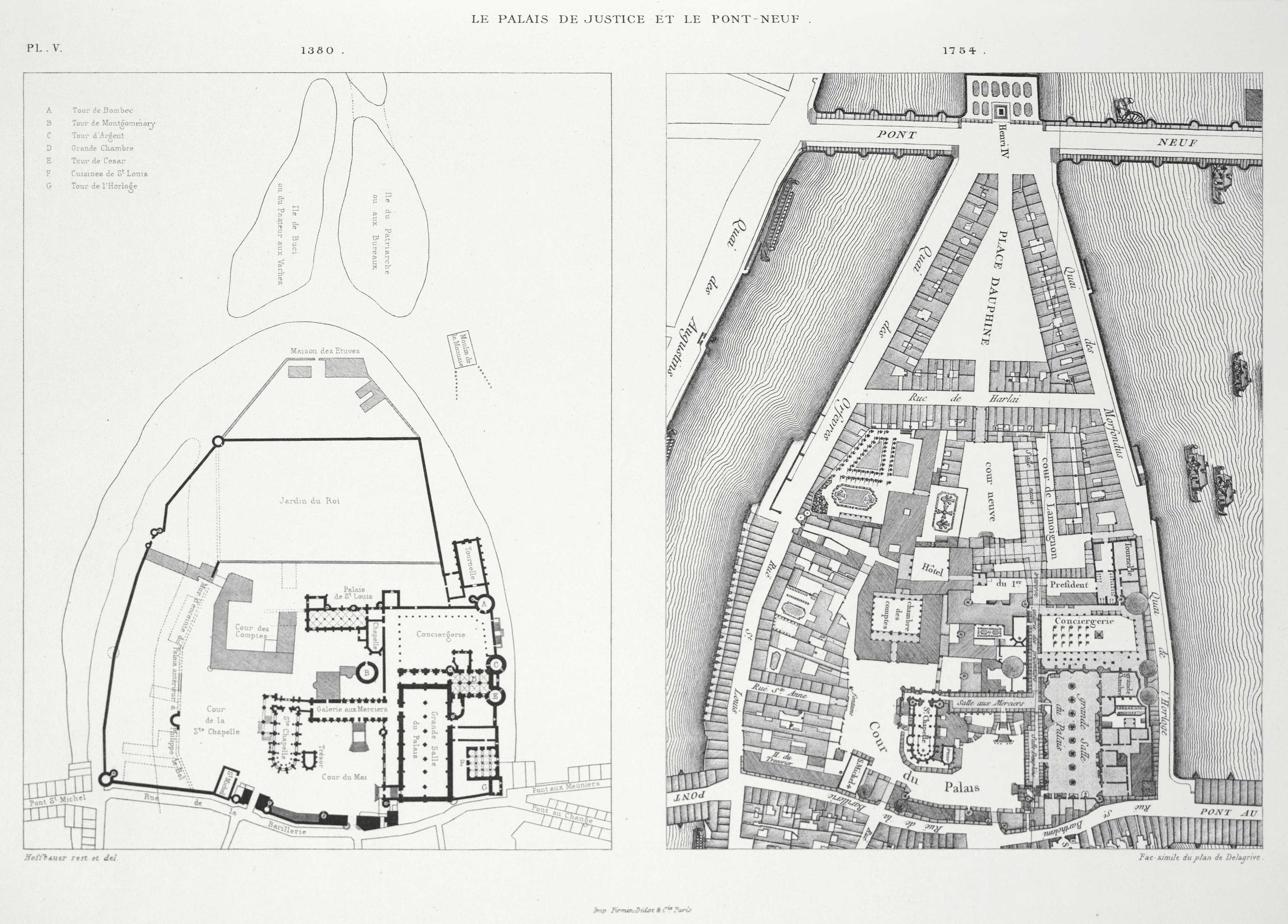
Implantation de la Chambre des comptes en 1380 et en 1754, après sa reconstruction par Jacques V Gabriel en 1738-1740

Le palais de la Cité a été considérablement agrandi par Philippe le Bel à partir de 1299, jusqu'en 1314, comme le montrent les comptes royaux. Ce sont essentiellement les constructions nécessaires à la justice qui ont été édifiés avec la Grand'Salle et les bâtiments le long du bras principal de la Seine. Ils permettent aussi de montrer la majesté royale avec le nouveau Logis du roi du roi et les Grands Degrés, mais il y a séparation entre les appartements royaux et les salles ouvertes au public. Le palais n'est pas encore un centre administratif. Les fils de Philippe le Bel terminent les travaux de décoration,. 
Les travaux ont repris sous Jean II le Bon en raison du développement de la Chambre des comptes et de l'installation de la cour des Monnaies, à l'ouest de la Sainte-Chapelle et au sud du logis du roi,. Le palais de la Cité devient le centre de l'administration monarchique du royaume quand Charles V décide, dès son avènement, de quitter le Palais pour s'installer à l'hôtel Saint-Pol et au château du Louvre.

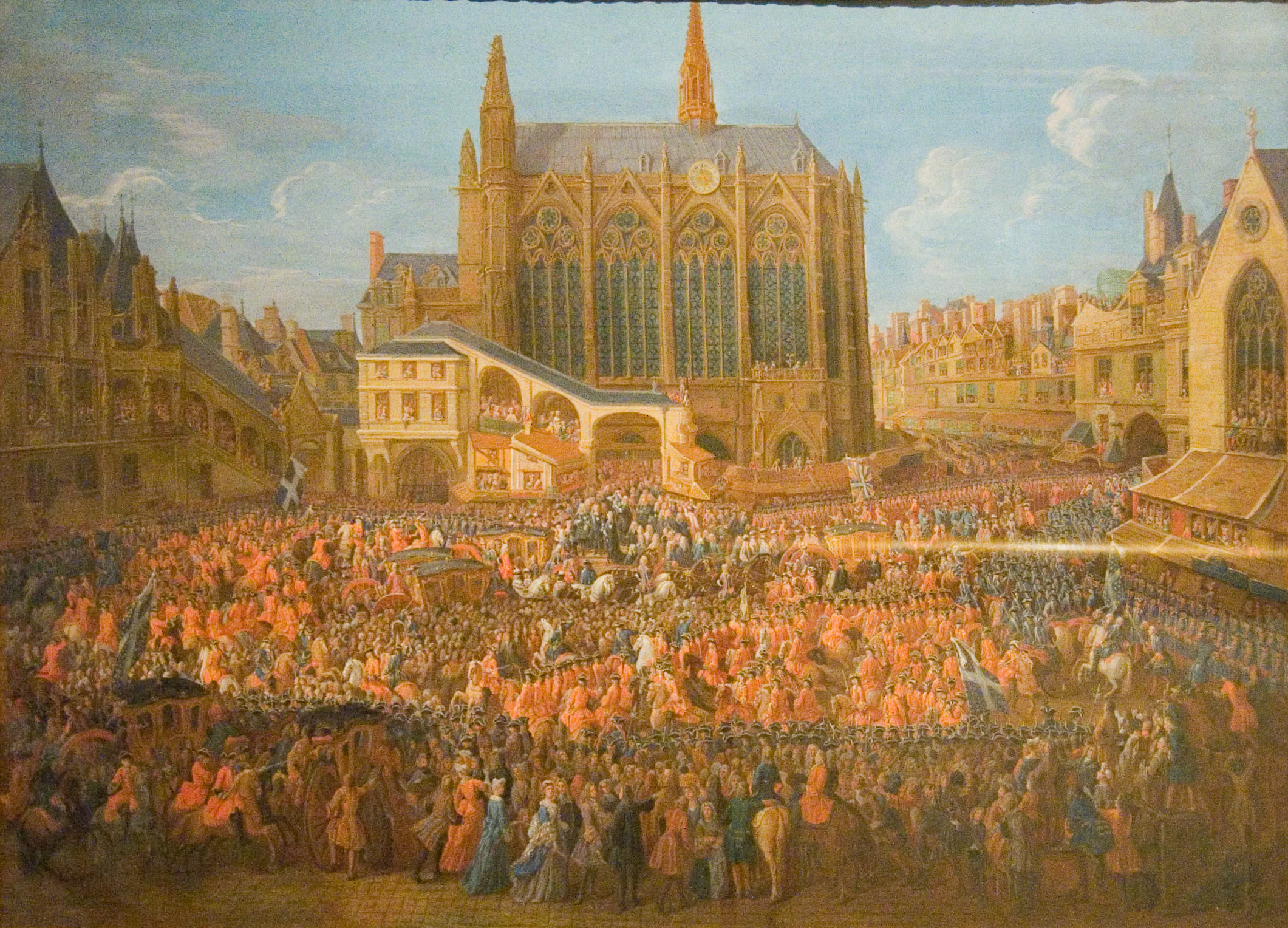
Louis XV sortant du lit de justice tenu au parlement le 12 septembre 1715 (Pierre-Denis Martin)
La scène se déroule dans la cour de la Sainte-Chapelle, à gauche, on peut voir l'escalier de la Chambre des comptes du XVIe siècle, au centre, la Sainte-Chapelle, à l'extrémité droite, la chapelle Saint-Michel

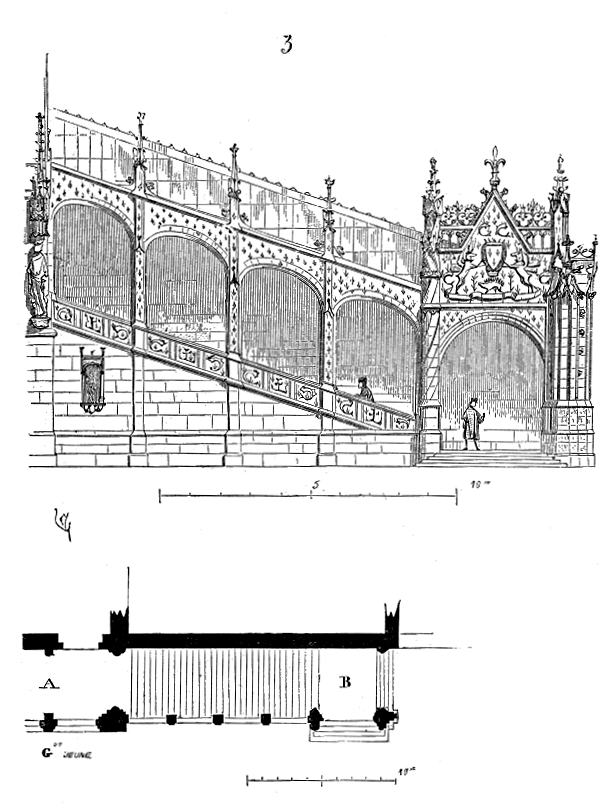
Escalier de la Chambre des comptes
Eugène Viollet-le-Duc

Un incendie, en 1450, a nécessité de reconstruire de nouveaux bâtiments en tenant compte de l'accroissement du domaine d'intervention de la Chambre des comptes. L'architecte italien Fra Giovanni Giocondo (Vérone 1433-Rome 1515), appelé souvent Jean Joconde en France, venu en France en 1496 à la demande de Charles VIII, a construit les nouveaux bâtiments de la Chambre des comptes à partir de 1504 jusqu'en 1511 dans le style flamboyant-renaissance avec des décors emblématiques. Le Premier président est alors Jean de Nicolaï. Ce bâtiment occupe tout le côté ouest de la cour de la Sainte-Chapelle, à l'angle de la rue de Jérusalem. Ce bâtiment est représenté par un dessin d'Israël Sylvestre. On accède par un escalier au premier étage  où se trouvent la salle d'attente des procureurs, la chambre du Conseil, le cabinet du Premier président et le Grand Bureau,. Les séances plénières, les réceptions des nouveaux membres, les serments se tiennent alors dans le Grand Bureau  où se trouve sur la table le « livre ferré », regroupant les textes fondateurs.
En 1553, Henri II décide d'adjoindre à la chambre des comptes un dépôt d'archives de l'autre côté de la rue de Nazareth, dans l'ancien logis des chapelains de la sainte-Chapelle, en reliant celui-ci à la chambre par un arc de pierre enjambant la rue dit « arc de Nazareth ». Ce nouveau bâtiment des archives, probablement dessiné par Philibert Delorme, est connu sous le nom de Galerie Médicis.
L'incendie du 27 octobre 1737 a détruit une grande partie des archives de la Chambre des comptes. Cet incendie a nécessité de reconstruire les bâtiments détruits et de procéder à une restitution la plus exhaustive possible des registres détruits qui ont pu remonter grâce à des doubles jusqu'à l'avènement d'Henri III pour le Journal-Plumitif (analyse journalière détaillée des actes du Grand Bureau). Le nouveau bâtiment a été construit à partir de 1738 par Jacques V Gabriel, premier architecte du roi. Les travaux sont terminés le 31 mars 1740,,. Gabriel a construit un bâtiment de quatre ailes élevées sur trois niveaux autour d'une cour fermée. Ce nouveau bâtiment a été élevé sur les anciennes fondations.
Après la Révolution, la Cour des comptes continue de siéger dans cet hôtel jusqu'en 1842, année où elle déménage au palais d'Orsay. La préfecture de police lui succède jusqu'en 1871.
L'ensemble a disparu à la suite de l'incendie du palais de justice de Paris, pendant la Commune, en 1871. Seul l'arc de Nazareth a été conservé et remonté dans la cour du musée Carnavalet.